# Pseudemys nelsoni
Pseudemys nelsoni is een schildpad uit de familie moerasschildpadden (Emydidae). De soort werd voor het eerst wetenschappelijk beschreven door Archie Carr in 1938. Later werd de wetenschappelijke naam Chrysemys nelsoni gebruikt. De soort behoorde lange tijd tot het geslacht Chrysemys, waardoor de verouderde wetenschappelijke naam in de literatuur wordt gebruikt. 

## Uiterlijke kenmerken
De schildpad kan een schildlengte bereiken van 34 centimeter, het schild is relatief bol en heeft geen opstaande kiel in het midden bij volwassen exemplaren. Juvenielen hebben wel een kiel en tevens fellere kleuren op het schild, deze kenmerken verdwijnen naarmate het dier ouder wordt. De schildkleur is donker tot zwart, op het schild zijn enkele gele tot oranjerode vlekken aanwezig in de breedte, de onderzijde is geel.
De huid van de kop en ledematen is zwart met een gele landkaarttekening, achter het oog zijn een tot drie lengtestrepen aanwezig. De bovenkaak heeft twee tandachtige uitsteeksels. Mannetjes zijn van vrouwtjes te onderscheiden doordat de mannetjes kleiner blijven, grotere klauwen hebben en een langere en dikkere staart bezitten.

## Algemeen
Pseudemys nelsoni is endemisch in de Verenigde Staten, in de staten Georgia en Florida. De habitat bestaat uit meren, moerassen, rivieren, vijvers en andere grotere oppervlaktewateren met onderwatervegetatie. De schildpad eet zowel dierlijk als plantaardig materiaal, net als andere sierschildpadden verandert het menu naarmate de schildpad ouder wordt. Heel jonge exemplaren eten vooral waterinsecten, kreeftjes en andere ongewervelden, terwijl de volwassen dieren vrijwel volledig vegetarisch zijn. Pseudemys nelsoni is overdag actief en neemt graag een zonnebad om op te warmen, deze soort staat bekend als niet erg schuw. Er wordt geen winterslaap gehouden.
De mannetjes zijn na 3 tot 4 jaar volwassen, vrouwtjes na 5 tot 7 jaar. Voordat de paring plaatsvindt besnuffelt het mannetje het vrouwtje waarbij hij langs haar zwemt en zijn verlengde en gekromde klauwen tegen haar wangen strijkt. Het vrouwtje zet zo'n 3 tot 6 nesten per jaar af, ieder legsel bevat tussen 6 en 31 eieren die bij voorkeur afgezet worden in nesten van krokodillen. Er is bekend dat de eieren een tijdelijke overstroming overleven, maar indien ze te lang onder water blijven sterven ze af.